# هيو جون يي
هيو جون يي (من مواليد 9 يونيو 1983) هو عالم رياضيات أمريكي كوري وأستاذ في جامعة برينستون. في السابق، كان أستاذًا زائرًا في كلية الرياضيات في معهد الدراسات المتقدمة وجامعة برينستون، وأستاذًا في جامعة ستانفورد وجامعة برينستون. حصل على ميدالية فيلدز عام 2022.